# Alberto Soria
Alberto Soria (10 de març de 1906 - ?) fou un futbolista peruà.
Va formar part de l'equip peruà a la Copa del Món de 1930. Conegut com el Doctor, va jugar als clubs Alianza Lima i Universitario de Deportes el 1933.